# Herb gminy Spytkowice (powiat nowotarski)
Herb gminy Spytkowice – jeden z symboli gminy Spytkowice.

## Wygląd i symbolika
Herb przedstawia na tarczy koloru błękitnego ze złotą głowicą trzy srebrno-czarne skrzyżowane włócznie, trzymane przez dwie srebrne ręce w złotych rękawach i czerwonych mankietach. Jest to nawiązanie do herbów: Jelita i Ogończyk, którymi posługiwali się właściciele terenów gminy. 